# Sergeja (ime)
Sergeja je žensko osebno ime.

## Izvor imena
Ime Sergeja je ženska različica moškega imena Sergej.

## Različice imena
Sergija

## Pogostost imena
Po podatkih Statističnega urada Republike Slovenije je bilo na dan 31. decembra 2007 v Sloveniji število ženskih oseb z imenom Sergeja: 397.

## Osebni praznik
V koledarju je ime Sergeja uvrščeno k imenu Sergej.